# H.C. Potter
Henry Codman Potter, född 13 november 1904 i New York, död 31 augusti 1977 i Southampton, New York var en amerikansk teaterregissör/producent och filmregissör.
Potters framgångar på Broadway med att regissera och producera teaterföreställningar ledde till framgångar som filmregissör.

## Filmografi i urval
- 1938 – En fallen ängel
- 1939 – Utpressning
- 1939 – Två ska man vara
- 1940 – Dans efter noter
- 1941 – Galopperande flugan
- 1943 – Hasardspelaren
- 1947 – Katrin gör karriär
- 1948 – Villervallavillan
- 1948 – Upp genom luften
- 1950 – Familjen Miniver